# 克里斯蒂安·塔納塞
克里斯蒂安·塔納塞（羅馬尼亞語：Cristian Tănase；1987年2月18日—）是一位羅馬尼亞足球運動員。在場上的位置是左邊鋒。他現在效力於土耳其足球超級聯賽球隊卡拉布克體育俱樂部。他也代表羅馬尼亞國家足球隊參賽。